# Barnafejű kolibri
A barnafejű kolibri (Phaeoptila sordidus) a madarak (Aves) osztályának a sarlósfecske-alakúak (Apodiformes) rendjébe, ezen belül a kolibrifélék (Trochilidae) családjába tartozó Phaeoptila nem egyetlen faja.

## Rendszerezése
A fajt John Gould angol ornitológus írta le 1859-ben, a Cyanomyia nembe  Cyanomyia sordida néven. Egyes szervezetek a Cynanthus nembe sorolják Cynanthus sordidus néven.

## Előfordulása
Mexikó területén honos.  Természetes élőhelyei a szubtrópusi és trópusi száraz erdők és cserjések.

## Megjelenése
Testhossza 10 centiméter.

## Természetvédelmi helyzete
Az elterjedési területe nagyon nagy, egyedszáma pedig stabil. A Természetvédelmi Világszövetség Vörös listáján nem fenyegetett fajként szerepel.